# Brotherhood (televisieserie)
Brotherhood is een Amerikaanse televisieserie uit 2006, uitgezonden op Showtime en bedacht door Blake Masters.
Brotherhood gaat over twee broers in Providence (Rhode Island) uit een buurt van Ierse Amerikanen. Tommy Caffee (Jason Clarke) is een lokale politicus met ambities en zijn broer Michael (Jason Isaacs) is betrokken bij de Ierse maffia in de buurt. Hierdoor komen de broers geregeld tegenover elkaar te staan.
Er zijn drie seizoenen (11, 10 en 8 afleveringen) uitgezonden. In juni 2009 werd bekend dat Showtime af ziet van een vierde seizoen. In Nederland en België wordt de serie uitgezonden op 13th Street.